# Colonização francesa no Rio Grande do Sul
A única colônia francesa formada no Rio Grande do Sul é a Colônia Santo Antônio, na zona rural do município de Pelotas, Distrito do Quilombo. Esta colônia foi fundada em 20-09-1880 por famílias francesas em terras compradas do comerciante João Antônio Pinheiro. Os colonos franceses dedicaram-se inicialmente à produção de alfafa, à plantação de videiras e ao desenvolvimento da fruticultura, principalmente. Esta colonização deu início às primeiras fábricas de compotas e conservas de frutas e legumes, originando a agroindústria de Pelotas e contribuindo para a tradição doceira de Pelotas e a Fenadoce.

## Franceses no Município de Pelotas
Entre as famílias francesas radicadas em Pelotas, um grupo chegado desde 1812 estabeleceu-se na área urbana: Abadie, Ainciburu, Amoretty, Arnaud, Augé, Barbier, Bardou, Barneche, Berchon des Essarts, Berny, Behocaray, Bouliech, Broqua, Carrett, Chapon, Chevallier, Detroyat, Dupuis, Duprat, Dreyfus, Estivallet, Etchaluz, Etchebeste, Etchegaray, Etcheverry, Etchepare, Franck, Gardey, Gastaud, Gastal, Goyheneix, Hirsch, Idiart, Iriart, Irigoyen, Iturvides, Jaccottet, Jeanneret, Jouclá, Landart, Laquentinie, Lafourcade, Lahitte, Larré, Levy, Lhullier, Maisonave, Maraninchi, Marcant, Masseron, Massot, Messeder, Meyselle, Minhaque, Minssen, Mourgues, Perret, Piot, Pinneau, Rau, Recondo, Reccart, Rochefort, Roiné, Roux, Ruelle, Serres, Tamborindeguy, Tarnac, Toussaint, Uald, Urrutigaray, Vergez e Villard. 
As famílias presentes na Colônia Francesa, a partir de 1880, na zona rural de Pelotas foram: Arbes (Arbet, Arbez), Argout (Argoud), Beauvalet (Bovalet), Berthalon (Bertolon), Betemps, Bichet, Capdeboscq, Carré (Carret), Charnaud, Charrois, Chollet, Claverie, Colomby, Conte, Cousen (Causin), Crochemore, Ebersol, Escallier, Fleury, Fouchy, Frechou, Fuseri, Gaume, Girard-Meisse, Girou, Guiot, Jacquôt, Jouglard, Lahutte (Lahude), Lardot, Laurant, Leroy, Lesauvage, L’homme, Longchamp (Lonchamp), Louvier (Luvier), Magallon, Martin, Ney, Palavet, Pastorello, Petit, Raffy (Raffis), Ribes (Ribe), Steinle, Thoureux, Vacher (Vachez), Vannier (Vannuer), Wahast.

## Franceses em outros municípios gaúchos
Muitos franceses acorreram a Pelotas, Rio Grande e Canguçu no século XIX, entrando na América do Sul através de Montevidéu e dirigindo-se à Província de São Pedro do Rio Grande do Sul. Entre eles, muitos vinham contratados pela , então, pujante economia local.
- Alegrete: Bocquin des Hilaires, Jean Pierre Chauvigé, Jean Dulor, Leon Lagisquet, Sebastien Saint-Pastous
- Bagé: Jacques Blum (Spalding), Charles Renault, Laurent Bordagorry
- Caçapava: Henri Gorceix (Atila do Amaral, artigo Jornal 03/01/1975), Jean Maisonet.
- Camaquã: Padre Antônio Francisco Maraninchy.
- Caxias do Sul: Abel Baumont, Mario Bec, Henri Bonnet, Bartolomeu Champion, Paul Coulon, Joseph Didier e Basile Langlois.
- Cruz Alta: Victor Dumoncel,
- Guaporé: Aléxis Dachery.
- Itaqui: Henri Dupin, Jean Baptiste Moyan, Marcelin Dominique Lacroix, Pierre Durac, Jean Pierre Journada e Marcelin Lacroix.
- Jaguarão: Pierre Carricond, François Laplaçotte, Pierre Daguerre, Alphonse Datilh, Paul Passement, Jean Lacampagne, Jean Arrope, Pierre Pochulu, Alfred Louis d’Argy, Cesar Adolphe Jouve, Firmin Dartayethe, Anne Echelet, Pierre Etchelet, Visconde François Belmondy.
- Mariana Pimentel: François Borne
- Passo Fundo: Bertrand Arã ou Haran, François (Francisco) Salinet,  Louis Chaize, Thiago Algibet,  Eugênio Pasckevit, Spiridiao Guerin, Raoul Couty, João Maria Dandreaux, Lourenço Thevenet, Clement Hayet.
- Piratini: Pierre Treicha
- Porto Alegre: Antoine Probace Augustin Rey, Bernardo Decazes, Louis René Dubois, Antônio Gaffre, Pedro Garraud, João Lannes, Louis Python, João Soujons, Eugenio Ther, Paul Cartier, Jean Lartigau, Marcos Pradel, Victor Blandin, Cônsul Hermand e esposa Rosaline Hermand, Cônsul Octave Courtheilh, Jean Pierre Bourdette, Jean Louis Leyraud
- Quarai: Norat
- Rio Grande: João Gonçalves Francês, Dr. Malaval, Lucien Coquillard, Charles Dupont, François Farjat, Gustave Garnier, Pierre Lacroix, Laurent Lahorge, René Pascal, Bernard Anselme Bellocq, Pierre Duclós,
- Santa Maria: Jean Baptiste Madelseder, Marchand, Jules Maynard, Joaquim Maisonette
- Santana do Livramento: Antoine Celestin Charles Reverbel, Labarthé,
- Santo Ângelo: Jean Mousquere.
- São Borja: João Pedro Gay, Aimé Jacques Alexandre Goujad também Aimé Bonpland, Jean Pierre Lajus, Jean Gudolle, Aparice Viquean
- São Francisco de Assis: Claude Jospeh Estivallet
- São Gabriel: Alfred Dubois, Félix Berchon, Jean Lousteau, Julien Lamatabois, François Nault.
- São Jerônimo : Jean Berenger
- São Leopoldo: Jean Baptiste Sarrazin, João Antônio Sarrazin e outro irmão.
- Soledade: Alexandre Réveilleau, Victor Réveilleau, João Corrêa Lamaison, Estevan Lamazon, Pedro Aguerre, Francisco Prompt[1].
- Taquari: Pedro Costerat
- Triunfo: Pierre Bernard Arles, Frederic Pradel
- Uruguaiana: Louis Surreaux, Gregório Beheregaray, Aleixo Vurlod